# Староанглійська вівчарка
Староанглійська вівчарка (англ. Old English Sheepdog) — староанглійська вівчарка, що є одною з перших вівчарок[джерело?].

## Опис та характер
Це здоровий та міцний собака, з рясно вкритою довгою шерстю, через яку порода здається набагато більшою. Голова у них пропорційна, мочка носа велика, чорного кольору. Очі темні або блакитні. Вуха розташовані по краях голови. Забарвлення шерсті – будь-який відтінок сірого. Приязні, неагресивні. Собаки цієї породи легко навчаються, схоплюють і запам'ятовують усе швидко. Вони завжди спостерігають, прислуховуються до людей. Поважають і слухаються господаря за належного виховання. Дружні з іншими тваринами.

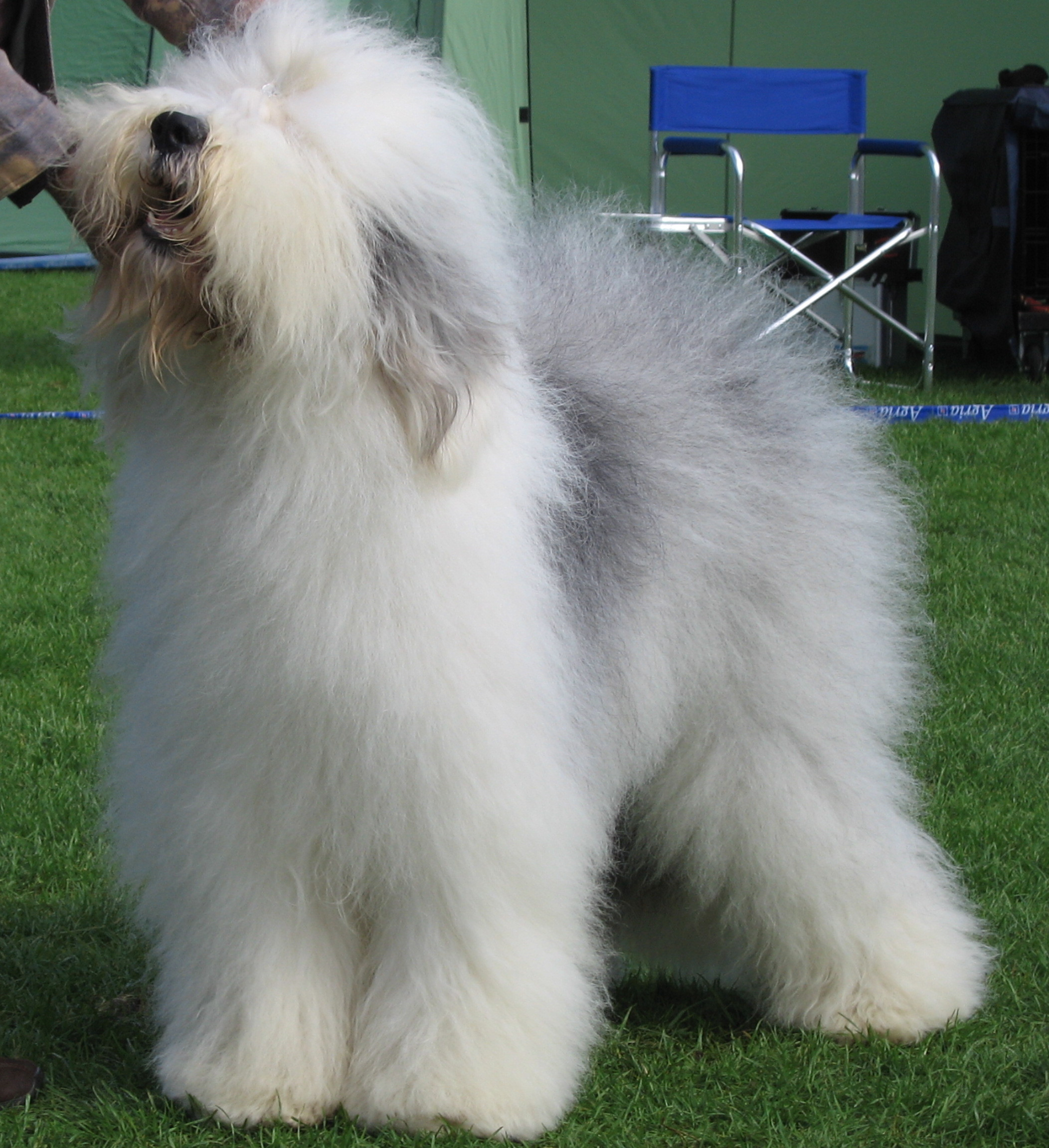
Староанглійський вівчар

## Історія
Цей вид собак було виведено з метою створити слухняну, легкокеровану вівчарку, яка буде охороняти стадо і повертати овець, які відбилися від нього. У давні часи господарі пастуших собак повинні були платити податок і ознакою про сплату був обрубаний хвіст. Саме звідси й пішла його друга назва «Bobtail» (бобтейл). Вперше про цю породу стало відомо на виставці у 1865 році. А у 1888 році на їх честь було засновано клуб, у якому прийняли стандарти собак. Родичем цієї вівчарки вважають бородатого коллі.

## Здоров'я
Найчастіше собаки хворіють на дисплазію, порушення роботи серцевого м'яза, крипторхізм. Також вони мають схильність до глухоти та шкірних захворювань, розладу зору. Потрібно регулярно перевіряти собаку.